# Eriboll
Eriboll (gaélique écossais: Earabol) est un village d'Écosse sur la rive orientale du loch Eriboll. Il est situé dans la partie nord de l'ancienne région du Sutherland.
Son nom en scandinave (qui signifie « Maison sur une plage de gravier ») révèle la culture dominante d'il y a un millénaire.